# پرسکریر
مجله پرسکریر (Prescrire) که به نام La Revue Prescrire نیز خوانده می‌شود، یک ماهنامه پزشکی است که به زبان فرانسوی منتشر می‌شود و پیشرفت‌های صورت گرفته در زمینه بیماری‌ها، داروها و تکنیک‌ها و فناوری‌های پزشکی را منعکس می‌کند. این مجله فاقد تبلیغات بوده و هزینه آن از راه حق اشتراک مشتریان و برگزاری دوره‌های آموزشی گوناگون تأمین می‌شود. این مجله به شرکت‌های دارویی وابستگی ندارد. این مجله عضو انجمن بین‌المللی بولتن‌های دارویی است. در سال ۲۰۱۳، این مجله دارای ۳۳٬۵۰۰ مشترک بود. این مجله همچنین یک نسخه به زبان انگلیسی منتشر می‌کند که با نام پرسکریر بین‌المللی شناخته می‌شود.

## انتشارات
مطالب نشریه برپایه جستجوی مقالات منتشر شده و مبتنی بر شواهد دقیق انتخاب می‌شوند. هر مقاله توسط ۲۰ تا ۴۰ کارشناس خبره بازبینی می‌شوند.

## تاریخچه
مجله در سال ۱۹۸۱ توسط عده‌ای از پزشکان و داروسازان بنیان‌گذاری شد.